# تپه سرآب احمدوند نور علی
تپه سرآب احمدوند نور علی مربوط به دوران پیش از تاریخ ایران باستان است و در شهرستان دلفان، روستای سرآب احمدوند نورعلی واقع شده و این اثر در تاریخ ۲۵ اسفند ۱۳۸۰ با شمارهٔ ثبت ۵۰۶۲ به‌عنوان یکی از آثار ملی ایران به ثبت رسیده است.